# Пирогова, Нина Борисовна
Ни́на Бори́совна Пирого́ва (род. 26 января 1999, Ступино, Московская область) — российская хоккейная защитница. В хоккее с шайбой выступает за «Торпедо» и сборную России. В хоккее с мячом выступала за «Славяночку».

## Биография
В три года отец поставил на коньки. Потом пошла в местную хоккейную школу им. В.М.Боброва «Капитан» Ступино, где играла за мальчиков 1999 года.
С 2008 по 2011 год играла в чемпионате Москвы среди юношей за команду «Витязь» г.Подольск 1999г.р.
В сезоне 2014/15 дебютировала в чемпионате России по хоккею с шайбой за команду «Торнадо» Дмитров. В составе команды завоевала три титула чемпиона страны.
Выступала за юниорскую сборную России на чемпионатах мира по хоккею с шайбой, завоевала две бронзовые медали в 2015 и 2017 годах. В 2015 году дебютировала на чемпионате мира по хоккею с шайбой. Выступала также на Зимней универсиаде, в составе команды стала обладательницей золотых медалей турнира. В 2018 году сыграла 6 матчей на хоккейном турнире Олимпийских игр в Пхёнчхане, очков за результативность не набрала.
Участвовала в чемпионате России по хоккею с мячом среди женщин, в сезоне 2012/13 сыграла 6 матчей за клуб «Славяночка» Королёв-Обухово. В сезоне 2013/14 в кубке России сыграла 3 матча за кировскую «Родину».

## Достижения

### Клубные
- Трехкратный чемпион ЖХЛ и России (2015, 2016, 2017)
- Серебряный призер Чемпионата России (2019/2020)
- Бронзовый призер ЖХЛ (2019/2020)
- Участница Матча Звезд ЖХЛ (2018, 2019, 2020, 2022, 2023)

### В сборной
- Обладатель Кубка Европейских чемпионов (2014)
- Двукратный чемпион Всемирной зимней Универсиады (2017, 2019)
- Бронзовый призер чемпионата мира (2016)
- Двукратный бронзовый призер молодежного чемпионата мира (2015, 2017)
- Участница Олимпийских игр (2018, 2022)